# Zaretis bisaltina
Zaretis bisaltina är en fjärilsart som beskrevs av Hans Fruhstorfer 1909. Zaretis bisaltina ingår i släktet Zaretis och familjen praktfjärilar. Inga underarter finns listade i Catalogue of Life.